# XIVe corps (armée de l'Union)
Le XIVe corps est un corps d'armée de l'armée de l'Union pendant la guerre de Sécession. Il est l'un des premiers corps formés sur le théâtre occidental de la guerre de Sécession.

## Histoire du corps

### Création
Le 24 octobre 1862, le département de la Guerre publie les ordres généraux no 168, créant à la fois le XIIIe corps et le XIVe corps d'armée. Le XIVe corps doit être organisé à partir de troupes de l'armée du Cumberland, et est commandé par le général William Rosecrans.
L'armée de l'Ohio, sous le commandement de Don Carlos Buell a déjà été divisé en trois corps officieux désignés comme les Ier, IIe et IIIe corps. Lorsque Rosecrans prend le commandement, l'armée est réorganisée en douze divisions à partir de 155 régiments d'infanterie, un régiment du génie, 35 batteries d'artillerie, et 6 régiments de cavalerie.

### Stones River
L'armée du Cumberland et le XIVe corps sont pratiquement synonymes et, par conséquent, le commandement du corps d'armée est divisée en trois « ailes » avec la même formation de base que dans l'ancienne armée de l'Ohio. Le vieux Ier corps devient l'aile droite sous les ordres d'Alexander M. McCook. Le IIe corps devient l'aile gauche, sous les ordres de Thomas L. Crittenden. Le IIIe corps devient l'aile centrale sous les ordres de George H. Thomas, en remplacement de Charles C. Gilbert. Dans cette formation, le corps combat lors de la bataille de Stones River perdant plus de 25 % en tués, blessés ou disparus.

### Bataille de Chickamauga
Le 9 janvier 1863, au lendemain de Stones River, les ailes du XIVe corps prennent leurs désignations de corps officielles. L'aille droite de McCook devient le XXe Corps. L'aille gauche de Crittenden devient le XXIe corps. L'aile centrale de Thomas reste en tant que XIVe corps. Thomas mène le corps à la renommée pour sa défense à Horseshoe Ridge (en particulier ses actions à Snodgrass Hill) protégeant l'armée fédérale d'une déroute générale à la suite de la bataille de Chickamauga.

### Bataille de Chattanooga
À la suite de Chickamauga, Thomas reçoit le commandement de l'armée du Cumberland et John M. Palmer commande le corps à la bataille de Missionary Ridge et durant la majeure partie de la campagne d'Atlanta.

### Marche sur Atlanta
À la bataille d'Utoy Creek, le XIVe corps est placé sous le commandement du major général Schofield de l'armée de l'Ohio, le 1er août 1864, et les deux corps sont affectés par Sherman pour briser les lignes de chemin de fer à Est Point. L'assaut initial lors de la bataille d'Utoy Creek qui s'ensuit par la 1st division de Johnson le 5 août et l'attaque de soutien du 6 août 1864 sont presque des réussites. Cela est dû à un désaccord de la date de prise de rang entre le major général Palmer et le major général Schofield après la bataille que Schofield commande sans succès. Richard W. Johnson commande brièvement le corps après la démission de Palmer pendant le siège d'Atlanta en 1864. Jefferson C. Davis prend le commandement du corps d'armée et le dirige lors de la bataille de Jonesboro.

### Campagne de Savannah
À la suite de la chute d'Atlanta, le XIVe corps est détaché de l'armée du Cumberland et est affecté à ce qui devient l'armée de Géorgie. Davis reste au commandement du corps d'armée et participe à la bataille de Bentonville en 1865.

## Origine de l'insigne du corps
Cet insigne distinctif du corps a la forme d'un gland. Le gland est choisi pour rappeler aux hommes leur temps difficiles à la fin de 1863, année où ils ont été laissés dans le désert sans fournitures et ont été obligés de survivre avec des glands.